# ヴィッラノーヴァ・モンドヴィ
ヴィッラノーヴァ・モンドヴィ（伊: Villanova Mondovì）は、イタリア共和国ピエモンテ州クーネオ県にある、人口約5,800人の基礎自治体（コムーネ）。

## 地理

### 位置・広がり
| 隣接するコムーネは以下の通り。 - キウーザ・ディ・ページオ - フラボーザ・ソッターナ - モナステーロ・ディ・ヴァスコ - モンドヴィ - ピアンフェーイ - ロッカフォルテ・モンドヴィ |

#### 地震分類
イタリアの地震リスク階級 (it) では、3 に分類される
。

## 行政

### 分離集落
ヴィッラノーヴァ・モンドヴィには、以下の分離集落（フラツィオーネ）がある。
- Bongiovanni, Eula, Madonna del Pasco, San Grato dei Garelli, Garavagna, Branzola, Roracco. Borgate principali: Villavecchia, Paganotti, Dossi